# 八王子神社 (さいたま市)
八王子神社（はちおうじじんじゃ）は、埼玉県さいたま市中央区の神社。なお、同じ境内に与野浅間神社があるが、本社・摂末社の関係ではなく独立しており、宗教法人も別である。

## 歴史
創建年代は不明である。ただ融通念仏宗の宗祖良忍の事績等を記した『融通念仏縁起』に、正嘉年間（1257年 - 1259年）、与野郷の某名主が念仏を唱えたことで、当時はやっていた伝染病を名主一家が免れることができた記述がある。良忍は元々比叡山延暦寺の僧侶で、八王子権現は延暦寺との関係が深い神である。これらのことから、中世に融通念仏宗を広めた修験者が八王子権現を勧請したものと推測される。
「東覚院」が別当寺であった。東覚院は修験道本山派の寺院であったが、明治初期の神仏分離により、廃寺に追い込まれ、東覚院の僧侶は還俗して当社の神職となった。
1873年（明治6年）、近代社格制度に基づく「村社」に列せられた。

## 交通アクセス
- 北与野駅または与野本町駅より徒歩22分。